# Ayman Azhil
Ayman Azhil (Düsseldorf, Alemania, 10 de abril de 2001) es un futbolista marroquí que juega de centrocampista en el Borussia Dortmund de la Bundesliga.

## Trayectoria
Canterano del Bayer Leverkusen, fichó por el RKC Waalwijk en calidad de cedido el 31 de agosto de 2020. Debutó como profesional con el RKC Waalwijk en una victoria por 1-0 en la Eredivisie contra el Heracles Almelo el 17 de octubre de 2020.

## Selección nacional
Nacido en Alemania, es de ascendencia marroquí.

## Estadísticas

### Clubes
Actualizado al último partido disputado el 2 de noviembre de 2024.
| Club                            | Div.          | Temporada     | Liga  | Liga  | Liga   | Copas nacionales | Copas nacionales | Copas nacionales | Copas internacionales | Copas internacionales | Copas internacionales | Total | Total | Total  |
| Club                            | Div.          | Temporada     | Part. | Goles | Asist. | Part.            | Goles            | Asist.           | Part.                 | Goles                 | Asist.                | Part. | Goles | Asist. |
| ------------------------------- | ------------- | ------------- | ----- | ----- | ------ | ---------------- | ---------------- | ---------------- | --------------------- | --------------------- | --------------------- | ----- | ----- | ------ |
| RKC Waalwijk · Países Bajos     | 1.ª           | 2020-21       | 22    | 0     | 1      | 1                | 0                | 0                | —                     | —                     | —                     | 23    | 0     | 1      |
| RKC Waalwijk · Países Bajos     | 1.ª           | 2021-22       | 28    | 0     | 0      | 4                | 0                | 1                | —                     | —                     | —                     | 32    | 0     | 1      |
| RKC Waalwijk · Países Bajos     | Total club    | Total club    | 50    | 0     | 1      | 5                | 0                | 1                | 0                     | 0                     | 0                     | 55    | 0     | 2      |
| Bayer Leverkusen · Alemania     | 1.ª           | 2022-23       | 1     | 0     | 0      | —                | —                | —                | 0                     | 0                     | 0                     | 1     | 0     | 0      |
| Bayer Leverkusen · Alemania     | Total club    | Total club    | 1     | 0     | 0      | 0                | 0                | 0                | 0                     | 0                     | 0                     | 1     | 0     | 0      |
| Borussia Dortmund II · Alemania | 3.ª           | 2023-24       | 28    | 5     | 3      | —                | —                | —                | —                     | —                     | —                     | 28    | 5     | 3      |
| Borussia Dortmund II · Alemania | 3.ª           | 2024-25       | 10    | 2     | 1      | —                | —                | —                | —                     | —                     | —                     | 10    | 2     | 1      |
| Borussia Dortmund II · Alemania | Total club    | Total club    | 38    | 7     | 4      | 0                | 0                | 0                | 0                     | 0                     | 0                     | 38    | 7     | 4      |
| Borussia Dortmund · Alemania    | 1.ª           | 2024-25       | 1     | 0     | 0      | 0                | 0                | 0                | 0                     | 0                     | 0                     | 1     | 0     | 0      |
| Borussia Dortmund · Alemania    | Total club    | Total club    | 1     | 0     | 0      | 0                | 0                | 0                | 0                     | 0                     | 0                     | 1     | 0     | 0      |
| Total carrera                   | Total carrera | Total carrera | 90    | 7     | 5      | 5                | 0                | 1                | 0                     | 0                     | 0                     | 95    | 7     | 6      |